# Остров (Струго-Красненский район)
О́стров — деревня в Струго-Красненском районе Псковской области России. Входит в состав сельского поселения «Марьинская волость». В 1926-28 гг. — центр Островского сельсовета.

## География
Находится на северо-востоке региона, в северо-западной части района, в лесной местности около р. Люта, вершин Питер, Крутая, Подмогильная, оз. Антошкино.
Уличная сеть не развита.

## История
Первое упоминание — 1498 г., как дер. Остров Быстреевского погоста Шелонской пятины.
- 01.03.1917 — 31.01.1926 Узьминский сельсовет Узьминская волость Гдовский уезд
- 1.02.1926 — 31.07.1927 Островский сельсовет Узьминская волость Гдовский уезд
- 01.08.1927 — 31.10.1928 Островский сельсовет Струго-Красненский район Лужский округ
- 01.11.1928 30.06.1930 Сиковицкий сельсовет Струго-Красненский район Лужский округ
- 01.07.1930-28.02.1935 Сиковицкий сельсовет Струго-Красненский район
- 01.03.1935-31.08.1940 Сиковицкий сельсовет Струго-Красненский район Псковский округ
- 01.09.1940-31.07.1944 Сиковицкий сельсовет Струго-Красненский район
- 01.08.1944 передана в Псковскую область[3].

1.08.1941 — 31.01.1944 Германская оккупация.
Согласно Закону Псковской области от 28 февраля 2005 года деревня Остров вошла в состав образованного муниципального образования Сиковицкая волость.
До апреля 2015 года деревня Остров входила в Сиковицкую волость.
В соответствии с Законом Псковской области от 30 марта 2015 года № 1508-ОЗ деревня Остров, вместе с другими селениями упраздненной Сиковицкой волости, вошла в состав образованного муниципального образования «Марьинская волость».

## Население
| 2001 | 2002 | 2010 | 2011 |
| ---- | ---- | ---- | ---- |
| 20   | ↘18  | ↘11  | ↗12  |

## Инфраструктура
В 1931-41 г. и 1944-50 гг. — колхоз «Красный Остров», в 1950-63 гг. — центр укрупнённого колхоза «Красный Остров», в
1963-65 гг. — бригада Остров колхоза имени Крупской, в 1965—1992 гг. — бригада Остров совхоза «Звезда». Молочнотоварная ферма колхоза «Красный Остров» (1959); овцеводческая ферма Остров совхоза «Звезда» (1966), ферма по выращиванию молодняка крупного рогатого скота совхоза «Звезда» (1966), МТФ Остров — в совхозе «Звезда» (1971, 1979,1987) и в АОЗТ «Звезда» (1993).
Почтовое отделение, обслуживающее д. Остров, — 181114; расположено в бывшем волостном центре д. Сиковицы.

## Транспорт
Дорога местного значения. 
Остановка «Остров», автобус по маршруту «Струги-Красные — Музовер»